# 야하기정
야하기정(矢作町)은 아이치현 헤키카이군에 설치되었던 정이다. 현재의 오카자키시·안조시에 해당한다.